# Hans Mikkelsen (roer)
Hans Ingvard Marinus Mikkelsen (24. marts 1914 - 25. februar 2004) var en dansk roer fra København. Han var medlem af Københavns Roklub i Sydhavnen.
Mikkelsen repræsenterede Danmark ved OL 1936 i Berlin. Her udgjorde han, sammen med Gunnar Ibsen Sørensen, Flemming Brandt Jensen, Svend Aage Holm Sørensen og styrmand Aage Jensen den danske firer med styrmand. Danskerne sluttede på fjerdepladsen i sit indledende heat, hvorefter de vandt et opsamlingsheat. I finalen sluttede danskerne på 6.- og sidstepladsen.